# بخش‌آباد (سرخه)
بخش‌آباد روستایی در دهستان لاسگرد بخش سرخه شهرستان سرخه استان سمنان ایران است.

## جمعیت
بر پایه سرشماری عمومی نفوس و مسکن در سال ۱۳۹۵ جمعیت این مکان این روستا بدون جمعیت بوده‌است.

## جغرافیا
بخش آباد منطقه‌ای است در ۲ کیلومتری جنوب لاسجرد که قبلاً دارای قلعه محل سکونت و مزرعه جهت کشاورزی بوده که به تدریج با بزرگ شدن و رونق گرفتن روستای لاسجرد اهالی ده بخش آباد به لاسجرد مهاجرت کردند؛ ولی هنور کار کشاورزی در این منطقه رواج داشته و تقریباً زمینهای حاصلخیز تری نسبت به مناطق اطراف دارد. در زمان گذشته آب کشاورزی ای منطقه از طریق قنات تأمین می‌گردیده ولی از سال ۱۳۷۵ به بعد آب قنات این منطقه رو به کاهش یافت و بعد از دو سال به صورت کامل خشک شد و کشاورزان مجبور به حفر چاه شدند. این چاه در ضلع غربی کاروانسرای لاسجرد واقع گردیده‌است .

این منطقه کشاورزی توسط آقای حاج علی النقی کاشانی وقف حضرت حسین بن علی گردیده‌است. اکثر محصولات بخش آباد خربزه و گندم می‌باشد.